# Débats-Rivière-d’Orpra
Débats-Rivière-d’Orpra korábbi község (település) Franciaországban, Loire megyében. 2025. január 1-jén L’Hôpital-sous-Rochefort és Saint-Laurent-Rochefort községgel egyesült és delegált községként Solore-en-Forez új község része lett.
Lakosainak száma 159 fő (2022. január 1.). Débats-Rivière-d’Orpra L’Hôpital-sous-Rochefort, Palogneux, Sail-sous-Couzan, Saint-Laurent-Rochefort és Saint-Sixte községekkel határos.

## Népesség
A település népességének változása:
| Lakosok száma | 156  | 130  | 144  | 134  | 162  | 155  | 156  | 159  | 160  | 159  |
|               | 1968 | 1982 | 1990 | 2006 | 2013 | 2015 | 2017 | 2019 | 2020 | 2022 |